# The Get Down
The Get Down is een Amerikaanse, muzikale dramaserie die bedacht werd door Baz Luhrmann en Stephen Adly Guirgis. Op 12 augustus 2016 ging het eerste deel van het eerste seizoen in première op streamingdienst Netflix, in april 2017 volgde het tweede deel.

## Productie
Baz Luhrmann wilde tonen hoe het bankroete New York van de jaren 1970 er ondanks financiële problemen in slaagde om de muziekscene te veranderen en onder meer stijlen als hiphop, disco en punk te lanceren. Het verhaal, dat hij gedurende tien jaar ontwikkelde, besloot hij te vertellen aan de hand van enkele jongeren uit The Bronx. In februari 2015 gaf Netflix groen licht om het muzikale project om te vormen tot een serie. Het budget voor de serie bedroeg 120 miljoen dollar.
In april 2015 werden met Justice Smith, Shameik Moore, Skylan Brooks en T.J. Brown jr. de vier mannelijke hoofdpersonages gecast. Enkele dagen later werd Herizen Guardiola gecast als het vrouwelijk hoofdpersonage. In juni 2015 werden Giancarlo Esposito en Jaden Smith aan de cast toegevoegd.
De opnames gingen in mei 2015 van start en eindigden in november 2015. Twee maanden later verscheen de eerste trailer van de serie.
Op 24 mei 2017 werd de serie na een seizoen stopgezet door Netflix.

## Rolverdeling
- Justice Smith – Ezekiel
- Herizen Guardiola – Mylene Cruz
- Shameik Moore – Shaolin Fantastic
- Skylan Brooks – Ra-Ra
- T.J. Brown jr. – Boo-Boo
- Yahya Abdul-Mateen II – Cadillac
- Mamoudou Athie – Grandmaster Flash
- Jimmy Smits – Francisco "Papa Fuerte" Cruz
- Giancarlo Esposito – Pastor Ramon Cruz
- Jaden Smith – Marcus "Dizzee" Kipling
- Yolonda Ross – Ms. Green

## Titel
Get down is slang dat in de jaren 70 regelmatig gebruikt werd als een synoniem voor dansen, feesten en/of seksuele betrekkingen. Het betekent letterlijk "neergaan" of "afzakken". Omdat in Amerikaanse discotheken de dansvloer vaak lager lag dan de zitplaatsen bedoelde men met "get down" meestal "neergaan/afzakken naar de dansvloer" of dus simpelweg "dansen". In de loop der jaren kreeg de uitdrukking ook een seksuele connotatie.
The Get Down kan ook refereren naar The Get-Down Part. Dit is een term die DJ Kool Herc gebruikte om de stukken met "frantic grooves" te benoemen. Tegenwoordig spreekt men echter over de breaks.

## Muziek
De muziek uit de serie werd op 12 augustus 2016 vrijgegeven op een soundtrack door RCA Records en bevat muziek van diverse artiesten. Het album stond als hoogste genoteerd in de Nederlandse Album Top 100 op plaats 89 en in de Vlaamse Ultratop 200 Albums op plaats 36.